# 因帕克鎮區 (北達科他州本森縣)
因帕克鎮區（英語：Impark Township）是位於美國北達科他州本森縣的一個鎮區。

## 地方資料
因帕克鎮區的面積為93.24平方千米，當中陸地面積為82.06平方千米，而水域面積為11.18平方千米。根據2010年美國人口普查的數據，當地共有人口29人，而人口密度為每平方千米0.31人。